# Karine Boucher
Pour les articles homonymes, voir Boucher.
Karine Boucher est une gymnaste française, née le 28 juillet 1972 à Orléans.
Championne de France de gymnastique artistique en 1986, 1987 et 1988, elle fait partie de la délégation française aux Jeux olympiques d'été de 1988 à Séoul et aux Jeux olympiques d'été de 1992 à Barcelone.
Elle se spécialise ensuite en tumbling où elle est la seule Française à avoir battu Chrystel Robert en championnat national entre 1989 et 2000, lors de l'édition 1997. Elle obtient dans cette discipline un titre individuel de championne d'Europe et un de vice-championne du monde.

## Palmarès

### Championnats du monde
- Vice-championne du monde de tumbling 1998 ;

### Championnats d'Europe
- Championne d'Europe de tumbling 1998
- Championne d'Europe de tumbling par équipe 1997/1998

### Championnat de France
- Championne de France de gymnastique artistique féminine (GAF) 1986, 1987, 1988 [2].
- Championne de France de tumbling 1997[3].

## Décorations
- Chevalier de l'ordre national du Mérite Décret du 31 décembre 2020[4]